# Orphan: First Kill
Orphan: First Kill (conocida como La huérfana: primer asesinato en España y como La huérfana: el origen en Hispanoamérica) es una película de terror psicológico, dirigida por William Brent Bell y escrita por David Coggeshall. Es una precuela de La huérfana, filme estrenado previamente en 2009. David Leslie Johnson-McGoldrick se desempeña en este proyecto como productor ejecutivo, mientras que Isabelle Fuhrman repite su papel como Esther (Leena Klammer), protagonizando la película junto a Julia Stiles.
La película se estrenó primero en Filipinas el 27 de julio de 2022, y se estrenó en Estados Unidos el 19 de agosto de 2022, por Paramount Players en cines selectos, en digital y en streaming a través de Paramount+ y en Max (exclusivamente para Latinoamérica). La película recibió críticas mixtas por parte de los críticos, quienes alabaron los giros de la película, los efectos prácticos y la actuación de Fuhrman, pero criticaron su historia y sus incoherencias.

## Argumento
La película se remonta a 2007 en Estonia, donde Anna, una terapeuta artística, está en camino hacia el instituto psiquiátrico Saarne para brindarle terapia a Leena Klammer, una paciente psicópata con enanismo. Durante un protocolo conoce a Leena, aunque luego de seducir al guardia de seguridad, Leena lo mata golpeando su cabeza contra la pared. Planificando su escape, se escabulle en el auto de Anna, quien al llegar a su casa con Leena escondida en su baúl, la mata golpeándola con un fierro. Investigando su posible nueva identidad, elige a Esther Albright, una niña de Estados Unidos que desapareció en 2003. La policía encuentra a Leena (ahora alegando ser Esther) y, en Rusia, la policía se contacta con su familia para poder regresar. Allí Esther conoce a su nueva familia integrada por Tricia, una mujer rica, su esposo Allen, quien había estado muy depresivo desde la desaparición de su hija, y su hijo Gunnar. 
Esther se muda a su nuevo hogar y todo parece marchar bien, pero Tricia no puede ocultar su escepticismo al darse cuenta de que Esther no recuerda la muerte de su abuela y que tiene un repentino interés hacia la pintura, por lo que sus sospechas se acrecientan aún más cuando la psiquiatra infantil, Segar, le dice que Esther podría estar actuando. 
El inspector Donnan, quien fue el encargado de cubrir el caso de la desaparición de Esther, se muestra un poco reacio a su venida y por ende, decide investigar a Esther, por lo que aprovecha y, mientras que Tricia y Allen salen por un evento de caridad, toma un disco que Esther había tocado, para comparar sus huellas dactilares con las de la verdadera Esther. Esther, descubriendo su plan, se dirige a su casa y, al momento de darse cuenta de que Esther no era la verdadera, lo mata apuñalándolo en la nuca. Momentos después, llega Tricia y lo remata con unos disparos. Tricia, sabiendo la verdadera identidad de Esther debido a que encontró su diario, le propone un trato para que ella siga haciéndose pasar por Esther ya que la verdadera Esther murió accidentalmente cuando Gunnar estaba jugando con ella. Para evitar que Allen vuelva a deprimirse y para no ir de vuelta al hospital mental de Estonia, Leena acepta ser Esther. Esconden el cadáver de Donnan y Tricia escribe un mensaje de correo electrónico en su laptop donde decía que se tomaría un viaje de vacaciones. 
Tricia le cuenta a Gunnar que Esther es Leena y también se vuelve reacio a la presencia de Leena en la casa. Luego de estar de acuerdo por unos días mintiendo en las terapias con la doctora Segar, Tricia se da cuenta de que Esther está enamorada de su esposo y por ende, la intenta envenenar en la cena, pero Esther, sospechando de la comida, la lleva a su cuarto y se la da a un ratón. A la mañana siguiente se da cuenta de que murió y esto hace que Esther se sienta amenazada. Durante el desayuno, Esther le da un batido con la rata muerta dentro a Tricia para expresarle que sabe que la intentó matar. 
Allen dice que se iría de la ciudad por unos días para presentar sus lienzos a una galería de arte. En la estación de tren, Esther planea matar a Tricia y a Gunnar empujándolos por las vías del tren, pero su plan se frustra debido a un pasajero que se interpuso en su camino. Cuando Tricia amenaza de nuevo a Esther con revelar su verdadera identidad, se escapa y le rocía gas pimienta a Gunnar, utilizando su auto pero la policía la encuentra y la envían de vuelta a su casa. Ya estando en la casa, Tricia y Gunnar planean asesinar a Esther y hacerlo pasar por un suicidio. Cuando Esther logra escaparse, es empujada por Gunnar hacia las escaleras. En ese momento, Allen llama a Tricia diciéndole que está regresando a la casa porque recibió un llamado de la policía diciendo que habían encontrado a Esther luego de que se haya escapado. Gunnar, tratando de buscar a Esther, la encuentra en el estudio y la amenaza con su espada de esgrima, pero Esther agarra una ballesta y le dispara en el hombro, luego agarra su espada y lo mata apuñalándolo por todo el torso. Tricia, al oír los gritos, se encuentra con Esther y empiezan a forcejear en la cocina, la cual empieza a prenderse fuego y Esther va hacia la terraza para poder escapar. Sin embargo, el fuego está obstruyendo la salida, por lo que Esther decide subir, pero luego es alcanzada por Tricia que hace que ambas caigan del segundo piso y estén a punto de caerse con la casa en llamas, justo en el momento que Allen logra llegar para salvarlas. Tricia le revela que Esther es una mujer adulta, a lo que Esther le dice que no le crea. Tricia pierde el control y cae, muriendo al instante tras impactar con el suelo. Allen salva a Esther pero se da cuenta de que ella no es Esther ya que sus prótesis dentales se salen de lugar. Allen, enfurecido, le grita a Leena que es un monstruo y que lo había engañado todo ese tiempo, por lo que luego Esther lo empuja y él termina muriendo al lado de Tricia. Luego, con calma, Esther logra salirse de la casa en llamas para encontrarse con los bomberos.
En la última escena aparece Esther sonriéndole a la cámara, mientras la doctora Segar conversa con alguien y dice que la enviará a una agencia de adopción para que logre rehacer su vida.

## Reparto
- Isabelle Fuhrman como Esther Albright / Leena Klammer
  - Kennedy Irwin como Esther Albright de joven. Irwin también sirvió de doble de cuerpo para Fuhrman, al igual que Sadie Lee
- Julia Stiles como Tricia Albright
- Rossif Sutherland como Allen Albright
- Matthew Finlan como Gunnar Albright
- Hiro Kanagawa como Detective Donnan
- Jade Michael como Madison
- Stephanie Sy como la auxiliar de vuelo.
- Lauren Cochrane como el oficial Leahy.
- Erik Athavale.
- Sarah Luby como Claire, la recepcionista.
- Kristen Sawatzky como Federica
- Andrea del Campo como Betsy
- Alec Carlos como Miguel
- Parker Bohotchuk
- Samantha Walkes como la doctora Segar
- Nigara Blackok como Iti

## Producción
En febrero de 2020, se anunció a William Brent Bell como el director de la película, titulada Esther en ese entonces, con un guion realizado por David Coggeshall y David Leslie Johnson-McGoldrick como productor ejecutivo. En noviembre del mismo año, el título fue reemplazado por Orphan: First Kill. Fuhrman protagoniza de nuevo la película con el mismo papel, a su vez de que Stiles y Sutherland se unen al elenco principal.

## Rodaje
La fotografía principal comenzó a realizarse en noviembre de 2020, en Winnipeg, Canadá luego de que se hayan establecido los protocolos de cuidado para hacer frente a la pandemia de COVID-19, Isabelle Fuhrman fue quien anunció en su cuenta oficial de Instagram que se encontraba trabajando para la precuela de La huérfana (2009) además de anunciar la finalización del rodaje de esta.